# Trò đổ máu

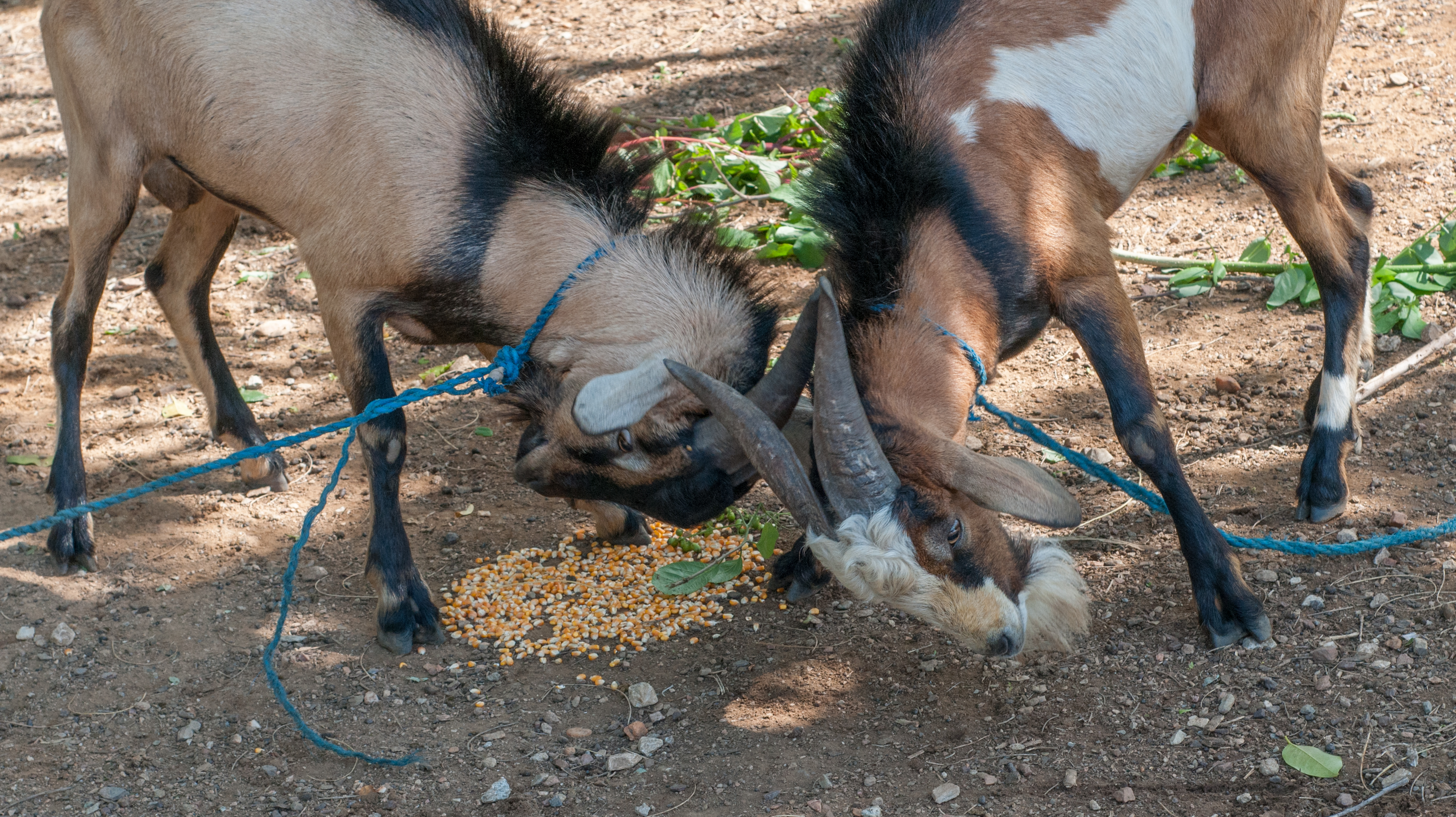
Chọi dê

Trò đổ máu (Blood sport) hay trò huyết đấu hay môn thể thao đổ máu hay trò chơi đẫm máu là một môn thể thao hoặc trò chơi giải trí liên quan đến sự đổ máu và bạo lực. Các ví dụ phổ biến trước đây bao gồm các môn thể thao mang tính chiến đấu và đối chọi bằng động vật như đá gà và chọi chó và một số hình thức săn bắn và câu cá thể thao có yếu tố bạo lực. Các hoạt động đặc trưng của trò chơi đẫm máu nhưng chỉ liên quan đến người tham gia bao gồm các trận đấu sinh tử của những võ sĩ giác đấu thời La Mã cổ đại và các hình thức bạo lực đổ máu ở đấu trường La Mã được biết đến nhiều, ngoài ra còn có những nghi thức tế lễ có tính đẫm máu của những quốc gia, dân tộc, lãnh địa, nền văn minh còn chưa được biết đến.

## Tổng quan
Theo Tanner Carson, việc sử dụng thuật ngữ này sớm nhất có liên quan đến săn bắn rượt đổi như trong các cuộc săn cáo hoặc săn thỏ. Trước khi bắn súng kết liễu con mồi, một thợ săn sử dụng mũi tên hoặc giáo cũng có thể làm bị thương một con vật, sau đó sẽ bị truy đuổi và có lẽ bị giết ở cự ly gần, như trong việc săn lợn rừng thời trung cổ. Thuật ngữ này đã được phổ biến bởi tác giả Henry Stephens Salt.
Sau đó, thuật ngữ này dường như đã được áp dụng cho các loại chọi thú và chiến đấu bắt buộc khác nhau: chọi bò (Bull-baiting), chọi gấu, đá gà và phát triển sau này như chiến đấu trong các trò chọi chó và chọi chuột. Các con vật được lai tạo đặc biệt sinh ra để chiến đấu. Trong thời đại Victoria, các nhà cải cách xã hội bắt đầu phản đối mạnh mẽ các hoạt động như vậy, tuyên bố những căn cứ về đạo đức và phúc lợi động vật. Donald Watson, nhà hoạt động thuần chay đầu tiên, đã chống lại các môn thể thao máu, nói rằng: "Những kẻ giết sinh vật vì thú vui phải là những tên cặn bã". Những người ủng hộ quyền động vật và bảo vệ động vật chống ngược đãi động vật đã mở rộng thuật ngữ thể thao máu me cho nhiều loại hình săn bắn khác nhau.
Săn bắn chiến phẩm nói chung và săn cáo nói riêng đã bị chê bai là môn thể thao đổ máu bởi những người quan tâm đến phúc lợi động vật, đạo đức và bảo tồn động vật. Câu cá giải trí đôi khi được mô tả như một môn thể thao máu bởi những người trong ngành giải trí.  Những hạn chế về trò chơi đổ máu đã được ban hành ở nhiều nơi trên thế giới. Một số trò đổ mzu1 vẫn hợp pháp dưới các mức độ kiểm soát khác nhau ở một số địa điểm nhất định (ví dụ: đấu bò và đá gà) nhưng đã giảm phổ biến ở những nơi khác. Những người ủng hộ các môn thể thao máu me tin rằng chúng là truyền thống trong văn hóa. Chẳng hạn, những người hâm mộ môn đấu bò không coi đấu bò là một môn thể thao mà là một hoạt động văn hóa.

## Danh sách
Thú chọi thú
- Chọi thú (tên gọi chung cho các trò chơi giữa các con thú đấu với nhau, có thể cùng đồng loại hay khác loài)
- Chọi chó (cùng đồng loại)-Môn phổ biến trên thế giới
- Đá gà (cùng đồng loại)-Môn rất phổ biến trên thế giới
- Chọi bò hay Đấu trường bò (cùng đồng loại)
- Hổ đấu với sư tử-Trận chiến đấu huyền thoại
- Voi đấu hổ
- Chọi cá (thường là cá Xiêm)-Cùng đồng loại
- Chọi lợn (cùng đồng loại)
- Chọi côn trùng-Thường là bọ cánh cứng
- Chọi dế (cùng đồng loại)
- Chọi nhện (cùng đồng loại)
- Chọi ngựa (cùng đồng loại)
- Chọi cừu (cùng đồng loại)
- Chọi trâu (cùng đồng loại), nổi tiếng là lễ hội chọi trâu ở Việt Nam
- Chọi gấu
- Chọi lửng
- Chọi lạc đà
- Chọi lừa
- chọi vịt
- Chọi linh cẩu
- Chọi chó rừng
- Chọi sư tử
- Đấu khỉ
- Chọi chuột
- Chọi sói

Người đấu với thú
- Đấu bò (môn thể thao phổ biến ở Tây Ban Nha)
- Người chọi chó
- Giật cổ ngỗng
- Giật cổ gà
- Bắt cá sấu

Người đấu với người
- Đấu võ hay Thể thao đối kháng (song đấu/đánh tay đôi)
- Đấu vật
- Vật lộn
- Quyền Anh (đấm bốc)
- Đấu võ Hy Lạp
- Võ sĩ giác đấu
- Mixed martial arts (Võ tổng hợp/võ tự do/võ lồng)
- Muay Boran
- Muay Thai
- Pankration
- Pasola